# Night of the Day of the Dawn
Night of the Day of the Dawn of the Son of the Bride of the Return of the Revenge of the Terror of the Attack of the Evil, Mutant, Alien, Flesh Eating, Hellbound, Zombified Living Dead är en serie amerikanska skräckkomedifilmer, skrivna av James Riffel.

## Part 1
Part 1 har ännu inte släppts, eftersom den skapades på en offentlig station där Riffel tog flera studentfilmer som han hade gjort vid New York University, några videofilmer och annat material och redigerade dem under ett par dagar. Den finns enligt Riffel "hemma hos mina föräldrar längst ner i en av garderoberna ".

## Part 2
Part 2 har den fullständiga titeln Night of the Day of the Dawn of the Son of the Bride of the Return of the Revenge of the Terror of the Attack of the Evil, Mutant, Alien, Flesh Eating, Hellbound, Zombified Living Dead Part 2 ibland med tillagda titeln in Shocking 2-D. Skräckparodin släpptes 1991 och skrevs och regisserades av James Riffel under aliaset Lowell Mason. Den är även känd som NOTDOT. Även om den kallas del 2, är den den första i serien som släpptes offentligt. Filmen är gjord genom att dubba skräckklassikern Night of the Living Dead från 1968 med komiska repliker, en del nya klipp finns också. Någon speciell handling finns inte.

### Rekord
Med 41 ord i titeln, 168 tecken utan mellanrum, innehar del två den längsta filmtiteln på engelska. Filmens fullständiga titel är Night of the Day of the Dawn of the Son of the Bride of the Return of the Revenge of the Terror of the Attack of the Evil, Mutant, Alien, Flesh Eating, Hellbound, Zombified Living Dead Part 2: In Shocking 2-D.

## Ytterligare filmer
Totalt finns det fem olika filmer i serien.